# 遺傳學分支
遗传学，它涉及基因的分子结构和功能，以及细胞或生物体（如支配地位和表观遗传学）背景下的基因行为、从父系到后代的遗传模式以及基因分布、变异和种群变化。

## 遗传学分支
- 行为遗传学
- 孟德尔遗传学
- 发育生物学
- 保护遗传学
- 生态遗传学
- 群体遗传学
- 基因工程
  - 生物合成
- 遗传流行病学
  - 古遗传学
    - 近东古生物遗传学
- 智力遗传学
- 基因检测
- 基因组学
- 人类遗传学
  - 人类进化遗传学
  - 人类线粒体遗传学
- 医学遗传学
- 微生物遗传学
- 分子遗传学
- 人口遗传学
- 植物遗传学
- 精神病遗传学
- 定量遗传学
- 统计遗传学

### 包括遗传学的多学科领域
- 进化人类学

## 相关学科
- 分子生物学
- 生物化学